# Émigration française en Uruguay au XIXe siècle

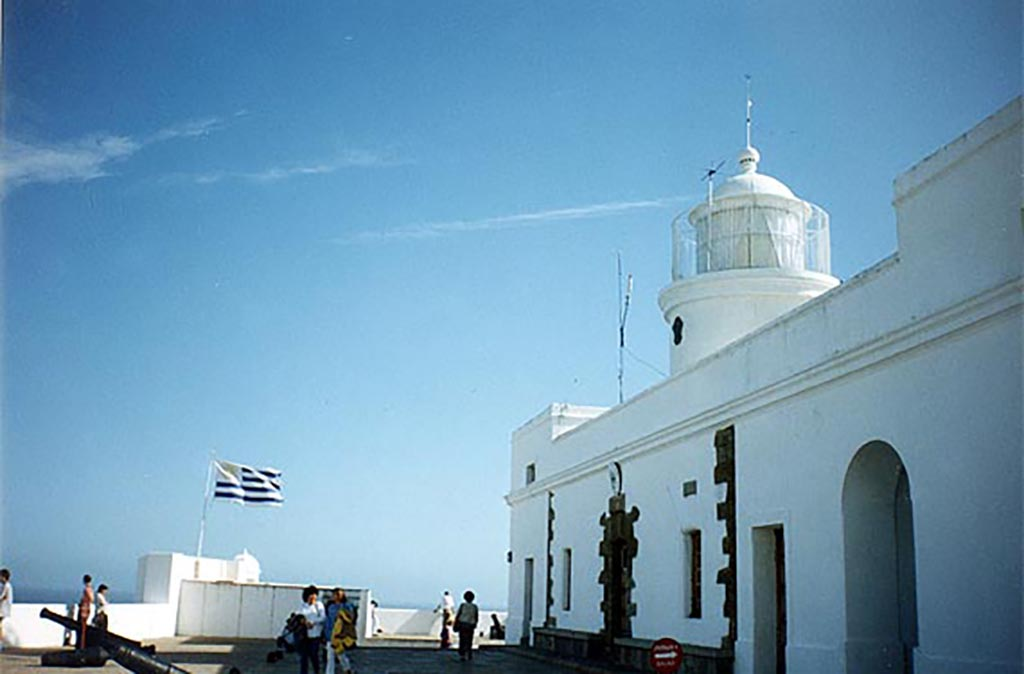
Citadelle de Montevideo.

L'Uruguay ou république orientale de l'Uruguay, est un pays de 176 220 km2, situé dans le cône Sud de l'Amérique du Sud, au nord-est de l'Argentine et au sud du Brésil. Pays d' immigration, on y dénombre en 2020, 88 % de la population descendant des Européens.
C'est au XIXe siècle, que la république orientale de l'Uruguay — comme d'autres pays de la région — a connu une suite de vagues migratoires européennes dont plusieurs en provenance de France. L' immigration française en Uruguay, au XIXe siècle, se concentre sur cinquante ans et couvre différents régimes politiques de la Restauration au Second Empire. Elle a pour toile de fond la guerre entre les puissances coloniales Européennes en quête de conquête de nouveaux territoires stratégiques mais aussi la recherche d’une vie meilleure ou d’un nouveau départ pour des milliers d’individus qui ont quitté leur pays d’origine pour s’installer définitivement dans cette contrée lointaine.

## Un phénomène méconnu: contours géopolitiques
La présence française en Uruguay ainsi qu’au Río de la Plata, bien que beaucoup plus restreinte que dans d'autres régions et continents, demeure assez méconnue. Elle relève néanmoins d’un intérêt historique et culturel de premier ordre et sa connaissance constitue un apport à la compréhension de l’histoire coloniale des pays du vieux continent ainsi qu’à la formation des nouveaux États dans cette partie de l’Amérique du Sud.
Les premières traces significatives des Français en Uruguay apparaissent avec la mouvance des guerres pour l'indépendance de l'Espagne, autour de 1811. La Révolution française et le 1er Empire constituent la matrice et le déclencheur du détachement des pays de l'Amérique du Sud, dont l'Uruguay de l'Empire espagnol. En 1808, Napoléon envahit la péninsule Ibérique. Après l'effondrement de la dynastie des Bourbons, à la suite de l'abdication de Charles IV et de sa succession par son fils Ferdinand VII en Espagne, l'Empereur installa son frère aîné Joseph Bonaparte sur le trône espagnol. En parallèle, alimentés par une exaspération due aux spoliations de l’Administration coloniale, les mouvements indépendantistes menés par les bourgeoisies locales se multiplient dans la péninsule. Ainsi, de nombreux soldats et matelots français de l’armée napoléonienne mais aussi des franco-pyrénéens parlant l’espagnol pour la plupart, restés sans occupation ni solde, sont partis de l'autre côté de l’Atlantique, désireux de reprendre leur service et de conquérir des meilleures conditions de vie.
Une fois que l'Espagne a été contrainte de quitter le continent « d'Amérique », « La Question de la Plata » — nom donné par la presse parisienne de l’époque — devint un véritable enjeu pour la France en raison de ses intérêts commerciaux et de la présence de ses émigrés dans ces lointaines contrées. La presse parisienne publiait fréquemment des informations sur ce thème et des personnalités telles que Thiers, Lamartine, Guizot ou Tocqueville se sont intéressées, sous le règne de Louis-Philippe et de la Deuxième République, au destin de la république orientale de l'Uruguay et au sort de leurs compatriotes à Montevideo.
Au cours de la toute première moitié du XIXe siècle, la difficile naissance de ce nouveau pays a été pointée par des complexes guerres d’indépendance, des guerres civiles, des interventions unilatérales ou composites des flottes de l’Angleterre, de la France, du Brésil, de l'Argentine, par les expéditions d’aventuriers internationaux et par l’arrivée massive d’immigrants français, italiens ou portugais.

## Première vague, 1826-1830: des immigrants venus d’Argentine
La politique libérale et européiste du président Rivadavia en Argentine est à l'origine des mouvements collectifs de populations en provenance de l’Europe et de la France vers le Río de la Plata. Vers 1826-1830 Buenos Aires est déjà une ville cosmopolite de plus de 50 000 habitants, ouverte aux idées venues d’Europe et en conflit ouvert avec les grands propriétaires terriens de Province et de son caudillo Juan Manuel de Rosas, meneur d’une politique anti-française.
Situé en face de la capitale argentine, Montevideo disposait d’un port stratégiquement mieux placé et plus accessible. C'était le seul port d’eaux profondes commandant l'embouchure du Río de la Plata et, par conséquent, un accès à tout l’Hémisphère sud, du Paraguay jusqu’à la Patagonie. C’était aussi, un point de passage obligé pour les immigrants français qui ne pouvaient pas se rendre directement dans les autres régions de l’Amérique du Sud.
En 1830, le nouveau gouvernement de Rosas, soutenu par les britanniques, mène des mesures de rétorsion contre le gouvernement français qui refuse de reconnaître l'Indépendance de l’Argentine. Des spoliations et confiscations de biens des ressortissants français ont vu le jour ainsi que la mise en place d'un service militaire obligatoire. Une bonne partie des nouveaux candidats à l'immigration ainsi que la grande majorité des français et étrangers déjà installée dans la capitale argentine ont alors choisi de se fixer en Uruguay, qui proposait à l'époque de bonnes opportunités de travail et offrait la possibilité d'entreprendre. En riposte au gouvernement argentin, le roi de France Louis-Philippe s'est allié au gouvernement Colorado de l’Uruguay pour la mise en place d’un blocus à Buenos Aires, empêchant de facto toute entrée de potentiels migrants dans cette ville.

## Deuxième vague, 1831-1851: le temps des Français
La deuxième vague, dite aussi « Le temps des Français », est la plus importante et prend son essor à la suite de la reconnaissance par Louis Philippe, arrivé au pouvoir après la Révolution de Juillet 1830, de l’Indépendance uruguayenne. A ce phénomène vient s’ajouter aussi les mesures prises par le président uruguayen Fructuoso Rivera destinées à faciliter l’installation d’européens dans un vaste territoire pratiquement inhabité. La deuxième vague se développe dans un contexte d’instabilité politique, ponctué par des guerres incessantes, en particulier la « Guerra Grande », qui dévasta les pays de la région entre 1839 et 1851, à la suite d'une courte période de paix où la république orientale de l'Uruguay bénéficia d’une forte relance économique. Cette relance s’explique notamment par une arrivée massive de nouveaux migrants en 1843. À cette période, les forces du caudillo blanco Oribe avec l’appui de Rosas, débutèrent le Siège de Montevideo, défendu par le parti colorado de Rivera et les légionnaires volontaires français sous les ordres du colonel Thiébaut.
Ces volontaires furent, en réalité, recrutés parmi les immigrants français de Montevideo (petits commerçants et artisans). Ceux-ci exprimèrent par ailleurs leur profonde irritation face à « la gêne horrible qu'éprouvent le commerce et l’industrie et l’état violent où se trouve une république amie » dans le journal, Le Patriote français. La reprise progressive des activités commerciales était menacée par le contrôle de la navigation du bassin platense prônée par le président argentin Juan Manuel de Rosas, allié aux forces uruguayennes du général Oribe qui assiégeaient Montevideo.
On[Qui ?] estime qu’au cours du siège de Montevideo entre 500 et 600 volontaires français, membres de la Légion française ou basque seraient morts au combat.

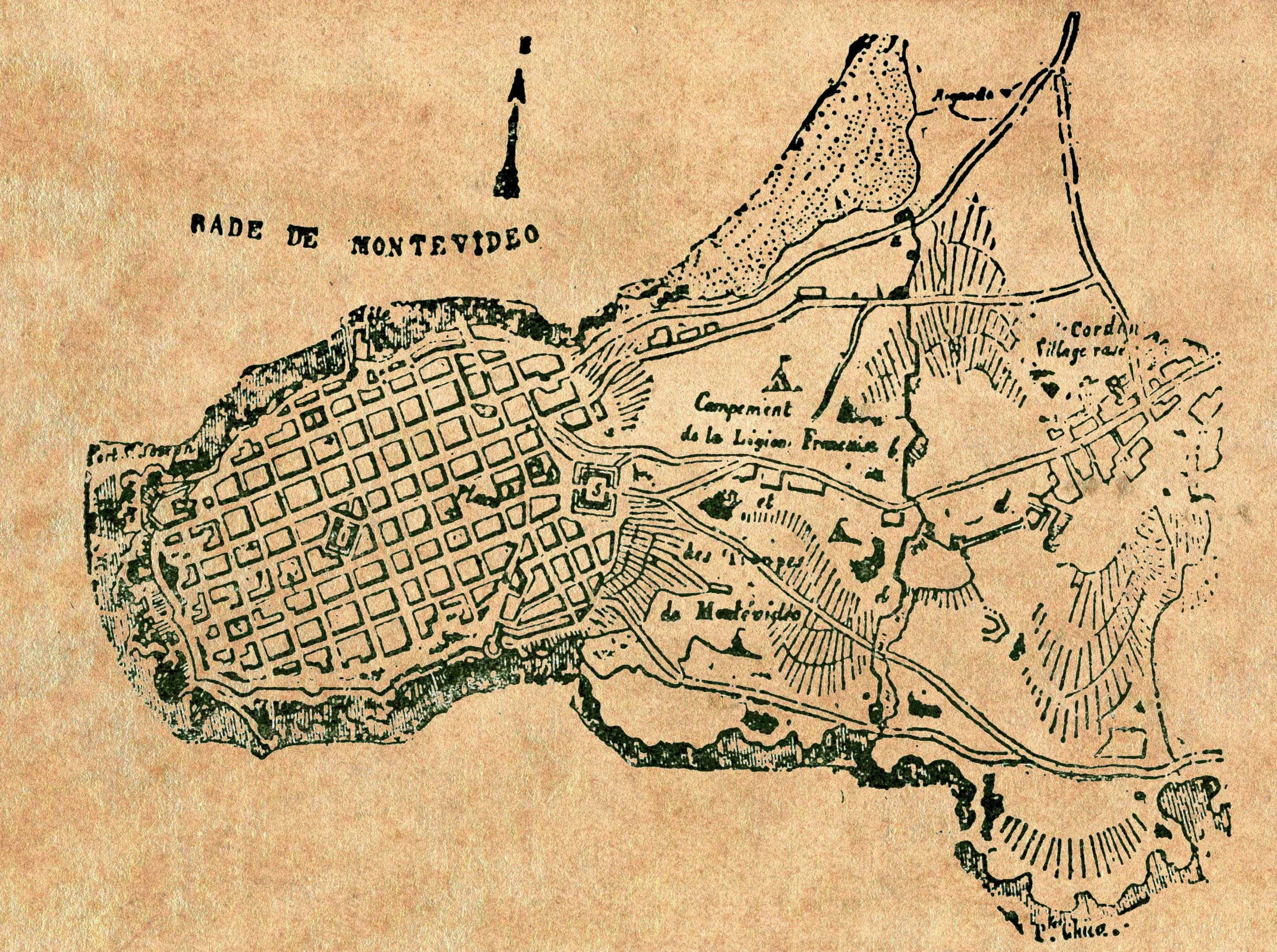
Plan Ville Montevideo durant le siège

Alors que la France commençait sa colonisation algérienne, Montevideo était devenue une capitale étrangère à très forte dominance européenne mais surtout française : les 2/3 de ses habitants étaient en effet d’origine européenne, et près de la moitié d’entre eux, était un français le plus souvent né dans le bassin de l'Adour ou dans une vallée pyrénéenne. Les Français et les Italiens de Montevideo, dirigés par Garibaldi, furent les premiers à vouloir s'organiser pour défendre leurs familles et lutter par leurs propres moyens contre les menaces des assiégeants Rosistes et Oribistes. Ils pouvaient aussi compter sur le soutien de la flotte française présente dans la rade car la « Guerra Grande » fut aussi marquée par plusieurs interventions des puissances coloniales de l’époque. La France et la Grande Bretagne, agissant parfois en conflit ouvert mais aussi parfois de concert dans d’autres situations. Après deux décennies de déclin, en 1838, inquiet de la supériorité navale anglaise, le roi Louis-Philippe avait exposé la nécessité de développer une puissante flotte de guerre afin d’assurer à son pays un accès commercial à de nouveaux marchés lucratifs. Rosas, désireux de contrer la supériorité naturelle du port de Montevideo, interdit l’accès aux deux grands fleuves qui traversaient toutes les provinces du nord de l'Argentine ainsi qu’une partie du Paraguay et de l’Uruguay -el río Paraná et le río Uruguay- et empêcha ainsi de partir de Montevideo, tout commerce avec le vieux continent.
En réponse en 1845, la France dépêcha alors une flotte composée de 38 navires de guerre et dotés de 561 canons avec un total de 6 000 marins et soldats à bord, ce qui était considérable pour l’époque ! Le but fondamental du blocus de Buenos Aires par la France et la Grande Bretagne était donc d’empêcher les desseins de Rosas afin de préserver leurs intérêts commerciaux. En 1849, ce blocus fut d’abord levé par les anglais avec la ratification du traité Arana-Southern puis une année plus tard par les français avec le traité d'Arana-Le Prédour. Ces traités reconnaissaient la souveraineté de l’Argentine sur la navigation du Paraná et celle des deux pays limitrophes sur la navigation de l’Uruguay. C'est face à la menace pressante d’un conflit européen majeur que la France avait alors préféré céder et rapatrier sa flotte, sous le commandement de l’amiral Mackau.
Ces batailles, qui se sont déroulées sur les deux rives de l’estuaire, se sont terminées par une débâcle économique dont l'Uruguay mit 10 ans à se relever.
Avant le Siège de Montevideo, la population française en Uruguay se chiffrait à 25 000 personnes. Le commerce français vers l'Uruguay avait presque quadruplé en dix ans. En 1842, on comptabilisait 116 bateaux français au port de Montevideo. Cependant, l'année suivante et en plein milieu de la « Guerra Grande », le naufrage du 3 mâts bayonnais Leopoldine Rosa au large des côtes atlantiques du petit pays d’Amérique du Sud, avec à son bord près de 300 migrants franco-pyrénéens, avait mis un frein au développement de cette vague d'immigration française.

## Troisième vague, 1851-1870: un lent et progressif déclin
La fin du blocus de Buenos Aires et le départ en exil de Rosas en Grande Bretagne en 1851, marque le déclin de Montevideo comme 1er port d’arrivée des français dans la région. Buenos Aire sera, définitivement, la première destination de l'émigration européenne. Un nouvel essor a vu le jour néanmoins entre 1865 et 1870 au cours de la guerre de la Triple Alianza, menée par l’Argentine, le Brésil et l'Uruguay contre le Paraguay.
Il s’agit cette fois d'une vague lente, diverse et discontinue. Les Compagnies de navigation de l’époque avaient des routes fixes ; souvent les bateaux chargés de migrants partaient de l'Europe vers l’Amérique du Nord, puis descendaient plus bas dans l’Atlantique avant d’accoster dans les différentes villes de l’Amérique du Sud. Les familles avaient déjà en tête une destination précise mais pouvaient, au cours de leur voyage, changer leurs plans selon les facilités proposées par les pays et la connaissance des situations politiques et économiques locales. Il ne s’agit pas non plus toujours d’une émigration spontanée. Selon un rapport de l’Administration coloniale française, des spéculateurs ravageaient la campagne française afin de tisser dans des régions isolées une sorte de commerce de traite des blancs en ce qui concerne les moyens de séduction et de recrutement, un peu comme la traite négrière. Des gens de condition humble, agriculteurs et petits artisans, éloignés des centres urbains, analphabètes le plus souvent, acculés par des problèmes agraires et démographiques furent poussés « à prendre le large ».
Les deux ports les plus importants en France pour les candidats à l’immigration furent Bordeaux et Nantes.
Cet « éparpillement » des destinations des migrants fait aussi miroir avec la diversification des régions d’origine. On trouve beaucoup de Gascons, des Provençaux, voire de Parisiens. Des familles de la Savoie s’installèrent à Colonia, département situé à l’ouest de Montevideo bénéficiant d’une riche production fermière.
À partir de 1870, l'immigration française s'éteint fondamentalement, pour des raisons de politique interne et européenne : rivalités pour la conquête des marchés du Río de la Plata, guerre franco-prussienne, mesures contre le déracinement pyrénéen. L'Italie et l'Espagne deviennent dès lors les principaux pays de provenance de l’immigration en Uruguay. Vers 1884 Montevideo compte 115 000 habitants dont 45 % sont des immigrés : il ne reste plus que 7 400 Français.

## Approche démographique
La grande majorité des immigrants français en Uruguay sont originaires des Pyrénées et du Béarn. Ce sont, à l’époque, des régions lointaines, isolées et mal intégrées à la France, où règne un grand sentiment d'autonomie. D’ailleurs les basques français et les basques espagnols constituaient une même entité culturelle et linguistique. Les immigrants en Uruguay sont originaires de toutes les communes, avec une prédominance des cantons de Tarbes, Vic et Ossun. Il apparaît que les débuts de l’émigration pyrénéenne vers le Río de la Plata prennent ses racines dans les communes de Vic-Bigorre. Les historiens pensent que la publicité des agences d'émigration dans la région a largement contribué au développement de celle-ci malgré les vicissitudes rencontrées par les premiers participants. 

Nées dans ces agglomérations et dans les petites localités avoisinantes (comme Nouilhan, Artagnan, Tostat, Castéra-Lou ou encore Oléac-Debat…), la prospection et la propagande s'y sont développées avant de gagner progressivement l'ensemble du département. Le mouvement régional, ainsi amorcé par les agences a ensuite continué à se propager pendant tout le reste du XIXe siècle avec l'apparition d'une émigration de deuxième génération. Cette émigration de deuxième génération est quant à elle cette fois suscitée par les premiers arrivants et fondée sur une forte solidarité familiale ou villageoise. La plupart des candidats étaient des éleveurs, des artisans ruraux, des boulangers, des charpentiers, des cordonniers, laitiers… Ils ont façonné de manière importante la culture de la petite ferme de leur pays d’accueil grâce au développement de petits établissements laitiers –el tambo-, les industries frigorifiques, la vigne, les arbres fruitiers et, plus tard, la navigation fluviale.
« Les artisans sont en majorité des émigrants des Provinces Basques comme par exemple des ébénistes, des maçons, des forgerons, etc. et forment un groupe formidable. On suppose qu'ils sont près de dix mille. Ils apportent et retiennent leurs coutumes et forment un petit monde très uni et soudé. Ils ont leurs propres lieux de distraction comme des salles de billard, des cafés, des salles de bal, etc. Durant les dimanches et les jours de foire, les jeunes de Montevideo vont jouer à la pelote basque quand ils ont des désirs de s'amuser. Beaucoup de ces femmes Basques sont extrêmement jolies et très vivaces. Généralement, ces Basques parlent autant français qu'espagnol car leurs provinces se trouvent entre ces deux pays; mais parlent aucune des deux langues avec un accent pur, comme on peut l'imaginer. Ils ont quelques bons groupes de musique et réellement je ne connais pas de gens qui semblent s'amuser autant qu'eux. Plusieurs d'entre eux sont devenus riches en peu d'années grâce à la forte demande en construction de maisons dans une grande partie de la ville. Ils constituent une classe intelligente, modérée et ont la fibre industrielle. »
On[Qui ?] recense aussi sur le territoire uruguayen des basques français qui quittèrent leurs contrées natales des provinces de Labourd, Basse Navarre et de Soule et qui gagnent la frontière terrestre franco-espagnole afin d’embarquer ensuite vers les provinces sœurs de Guipuscoa et de Biscaye, en se déclarant de nationalité espagnole afin d’éviter les contrôles français et les possibles obligations militaires. Ce sont des fervents catholiques, respectueux de la tradition, souhaitant laisser leur patrimoine foncier au frère aîné, rebelles à l'encasernement dans les villes imposé par l'armée française.
Les entrées individuelles non déclarées de « déserteurs » de la flotte de guerre française qui restent sur terre durant les escales sont aussi importantes. Pendant des années, avec la connivence des autorités militaires locales, ces recrues expérimentées étaient recherchées car elles fournissaient des avantages multiples.
On note aussi des hommes politiques irréguliers, des républicains, des bonapartistes et des socialistes qui ne passent pas non plus par les services consulaires de la Maison de Bourbon-Orléans, ou des français endettés en France, au Brésil et en Argentine qui changent leur nom en consonance espagnole afin de ne pas se faire dépister par leurs créanciers et qui traverseront facilement les frontières.
Les tableaux récapitulatifs présentés ci-après montrent l'évolution de la population de l'Uruguay et de Montevideo ainsi que de la présence des Français et de leur origine. Ces données sont extraites du livre de l'historien Jacques Duprey.
|       | URUGUAY   |           | MONTEVIDEO |           |          |
| Année | Habitants | Étrangers | Habitants  | Étrangers | Français |
| 1800  | 31 000    |           | 10 000     |           |          |
| 1830  | 74 000    |           | 20 000     |           |          |
| 1840  | 140 000   | 30 000    | 34 000     | 26 000    | 13 000   |
| 1852  | 132 000   | 28 500    | 40 000     | 17 000    | 8 500    |
| 1860  | 222 000   | 49 000    | 56 000     | 27 840    | 9 000    |
| 1868  | 385 000   | 135 000   | 126 000    | 60 000    | 10 000   |

| Basses Pyrénées (64)                                        | 65 % |
| Hautes Pyrénées (65)                                        | 12 % |
| Ariége (09)                                                 | 2 %  |
| Gers, Landes et HG (limitrophes des départements pyrénéens) | 5 %  |
| Autres départements non limitrophes (y compris 33)          | 16 % |

## Un personnage singulier
« Français ! Abandonnés que nous sommes…, deux choses nous sont offertes : d'un côté la misère humiliante en pays étranger… au plus exécrable despotisme ; et de l'autre, des armes qui nous serviront à protéger nos intérêts, notre existence et nos pauvres familles… Il n’y a point à choisir…, surtout lorsque l'honneur national et l'amour de la liberté doivent précipiter notre détermination… Aux armes donc, compatriotes…rangeons-nous nos couleurs…, et en faisant respecter nos personnes, et nos droits, nous aurons aidé à défendre dans cette partie de l'Amérique une terre hospitalière et le dernier rempart de la Liberté ! » - Jean-Chrysostome Thiebaut
Jean-Chrysostome Thiebaut fut un beau-parleur marseillais, homme de belle prestance, haut de « cinq pieds six pouces », imbu de foi napoléonienne, avec un passé d’aventurier dans l’armée impériale en Italie, puis en Espagne, professeur de français à Londres, « pacotilleur » au Brésil, et comptable à Montevideo. Le 4 avril 1843, il fut élu « Colonel » de la toute nouvelle « Légion Française » par l'acclamation de milliers d'immigrants chantant La Marseillaise et promenant leurs drapeaux tricolores, en réponse à l'appel lancé par le journal Le Patriote français.
Mais, quelques jours après son élection, les tambours de la Légion battirent l’appel au combat dans toutes les rues de Montevideo. Les volontaires, armés comme ils le pouvaient, formèrent des compagnies et choisirent démocratiquement leurs officiers. Les Capitaines, tout fraîchement élus, s’écriaient « Vive notre Colonel ! ». Le 11 mai 3 000 volontaires furent alignés à la Plaza principale. Le 9 juillet, devant la Cathédrale de la ville, un autel fut recouvert du drapeau tricolore avec à la hampe l’aigle impériale, chère au Colonel.

Entre son premier combat en juin 1843 et la bataille de Tres Cruces à Montevideo en avril 1844, le Colonel et sa Légion -des anciens cultivateurs, commerçants, boulangers, menuisiers, tapissiers, bottiers…- subirent des lourdes pertes. Ses hommes furent tués par balle, à coup de lance, décapités après leur capture, ou -mal équipés et préparés-, morts à cause de maladies –le scorbut et le typhus- ou par la rigueur du froid de l'hiver austral.
« Après une vie des plus bousculées et déjà âgé de 53 ans, mais auréolé du prestige de la « Légende napoléonienne », portant beau et parleur, ce Marseillais polyglotte est acclamé comme chef de la « Légion Française » dans un Montevideo assiégé. Il mourra d’épuisement dans en semi-abandon en 1851, quelques mois avant la levée du Siège, après avoir lancé force harangues et proclamations, dirigé quelques malheureuses sorties et surtout bataillé avec les autorités, tant montévidéennes que françaises, pour nourrir, habiller et soigner ses légionnaires devenus misérables. » - L'Illustration, 28 juin 1845.

## Importance de l'immigration française en Uruguay par rapport à ses voisins de l’Amérique du Sud

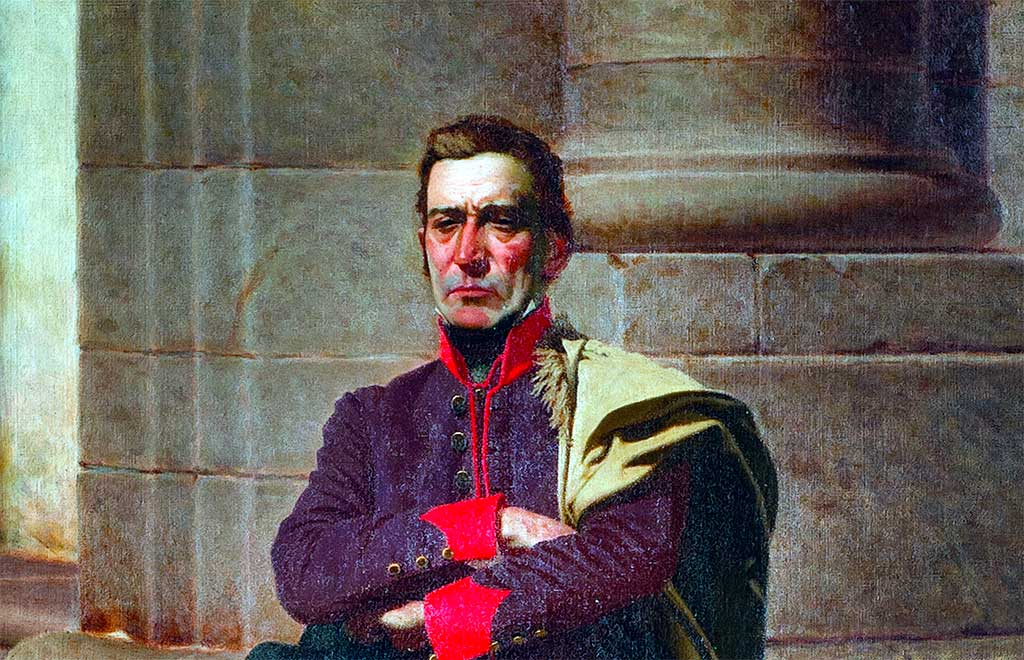
Portrait du Général José Gervasio Artigas

L’Uruguay est, largement, le plus petit et le moins peuplé de tous les pays de l’Amérique du Sud. Son processus d'Indépendance s'étale de 1825 à 1830 et il est le fruit des combats de ses caudillos tels qu’Artigas, Lavalleja ou Rivera ainsi que de l’intromission de l’Empire anglais, soucieux d’ériger une frontière face aux rivalités des puissants pays voisins : l'empire du Brésil au Nord et la confédération de l’Argentine à l’Ouest.
Afin de mieux apprécier les enjeux et la disparité des forces en présence, le tableau ci-après recense les chiffres disponibles des populations totales des trois pays à l’époque ainsi que le nombre d’européens et de français résidents.
| Population totale | Vers 1825 | Vers 1850 |
| Brésil            | 4 500 000 | 7 678 000 |
| Argentine         | 630 000   | 1 100 000 |
| Uruguay           | 74 000    | 132 000   |

|           | Vers 1837-1842 | Vers 1837-1842 | Vers 1843-1850   | Vers 1843-1850  |
|           | Européens      | Français       | Européens        | Français        |
| Brésil    | n/c            | n/c            | 250 000 (estimé) | 25 000 (estimé) |
| Argentine | n/c            | 6 000 (estimé) | 300 000 (estimé) | 29 000 (estimé) |
| Uruguay   | 30 000         | 18 000         | 20 000           | 10 000          |

On[Qui ?] remarque que la première destination des migrants dans la région est l’Argentine, suivie du Brésil. Les vagues d’immigration dans les trois pays sont constituées principalement d’italiens, portugais, espagnols, allemands, puis des français. Il est néanmoins aisé de conclure que, par rapport à la population totale et au nombre d’Européens, la présence des Français en Uruguay est largement la plus importante des pays considérés.
On[Qui ?] peut aussi souligner que même les nouvelles colonies proches de la France comme, par exemple l'Algérie, ne recevaient pas une si grande affluence d'immigrants à cette époque !

## L'apport culturel de la France
L'apport culturel de la France en Uruguay est de toute première importance. Le Français était la première langue étrangère d’apprentissage obligatoire dans tous les collègues en Uruguay, jusqu’à une époque non lointaine. Des très nombreux édifices, places, squares et églises ont été dessinés ou construits par des architectes et paysagistes français.
Paradoxalement, ces apports ne relèvent pas des immigrants français ni de la période ici considérée mais plutôt de l’intérêt plus tardif des hommes politiques, des bourgeois et des intellectuels uruguayens pour la culture française.
À proprement parler, il n'y a pas d'influence « culturelle » de l’immigration française en Uruguay avant la deuxième moitié du XIXe siècle. Les immigrants étaient de gens humbles, parfois illettrés et parlant peu le français. Mais ces milliers de basques entrepreneurs et des béarnais économes sont pour beaucoup dans la constitution, au cours des décennies qui suivirent, d’une classe moyenne. Cette classe est très importante pour le pays et manquait cruellement, entre les grands propriétaires terriens et la plèbe de la campagne. Ces immigrants ont contribué à développer les « arts et métiers » et le petit commerce, tissu essentiel de la vie sociale.

## Acquisition de la nationalité uruguayenne par les immigrés
Au cours de quelques générations, les descendants des modestes immigrants français sont montés dans l’échelle sociale. Les plus intrépides avaient déjà trouvé une belle position en Uruguay à l’époque de Napoléon III. Peu après ces montagnards sont devenus des grands propriétaires terriens, des artisans ou encore des commerçants aisés et plus tard, ils seront bien présents dans les professions libérales (avocats, journalistes, médecins). Certains arriveront même à être désignés ministres, voire présidents de la République. En effet, ces descendants des Européens sont devenus au fil des années de véritables Uruguayens à part entière.